# Belgia na Zimowych Igrzyskach Olimpijskich 1948
Belgię na Zimowych Igrzyskach Olimpijskich 1948 reprezentowało 11 zawodników: 10 mężczyzn i jedna kobieta. Był to piąty start reprezentacji Belgii na zimowych igrzyskach olimpijskich. Para sportowa Micheline Lannoy, Pierre Baugniet zdobyła pierwszy złoty medal zimowych igrzysk olimpijskich dla reprezentacji Belgii.

## Medale
| Medal  | Zawodnik                                                      | Dyscyplina           | Konkurencja      | Rezultat    |
| ------ | ------------------------------------------------------------- | -------------------- | ---------------- | ----------- |
| Złoto  | Micheline Lannoy Pierre Baugniet                              | Łyżwiarstwo figurowe | Pary sportowe    | 17,5 pkt    |
| Srebro | Max Houben Alfred Mansveld Louis-Georges Niels Jacques Mouvet | Bobsleje             | Czwórka mężczyzn | 5:21,30 min |

## Skład kadry

### Bobsleje
Mężczyźni
| Osada | Zawodnik                                                      | Konkurencja | Ślizg 1 | Ślizg 2 | Ślizg 3 | Ślizg 4 | Łącznie | Pozycja |
| ----- | ------------------------------------------------------------- | ----------- | ------- | ------- | ------- | ------- | ------- | ------- |
| BEL-1 | Max Houben Jacques Mouvet                                     | Dwójki      | 1:24,4  | 1:24,4  | 1:24,5  | 1:24,2  | 5:37,5  | 4.      |
| BEL-2 | Marcel Leclef Louis-Georges Niels                             | Dwójki      | 1:26,8  | 1:24,9  | 1:23,6  | 1:24,5  | 5:39,8  | 10.     |
| BEL-1 | Max Houben Alfred Mansveld Louis-Georges Niels Jacques Mouvet | Czwórki     | 1:17,3  | 1:20,9  | 1:22,0  | 1:21,1  | 5:21,3  | srebro  |

### Łyżwiarstwo figurowe
| Zawodnik                         | Konkurencja   | Nota    | Pozycja |
| -------------------------------- | ------------- | ------- | ------- |
| Fernand Leemans                  | Soliści       | 157,822 | 11.     |
| Micheline Lannoy Pierre Baugniet | Pary sportowe | 17,5    | złoto   |

### Łyżwiarstwo szybkie
Mężczyźni
| Zawodnik           | Konkurencja   | Konkurencja   | Konkurencja    | Konkurencja    | Konkurencja    | Konkurencja    | Konkurencja      | Konkurencja      |
| Zawodnik           | Bieg na 500 m | Bieg na 500 m | Bieg na 1500 m | Bieg na 1500 m | Bieg na 5000 m | Bieg na 5000 m | Bieg na 10 000 m | Bieg na 10 000 m |
| Zawodnik           | Czas          | Miejsce       | Czas           | Miejsce        | Czas           | Miejsce        | Czas             | Miejsce          |
| ------------------ | ------------- | ------------- | -------------- | -------------- | -------------- | -------------- | ---------------- | ---------------- |
| Pierre Huylebroeck | 48,3          | 40.           | 2:40,2         | 45.            | 9:20,3         | 30.            | 19:54,8          | 12.              |

### Narciarstwo alpejskie
Mężczyźni
Zjazd
| Zawodnik                | Czas   | Miejsce |
| ----------------------- | ------ | ------- |
| Philippe, Count d'Ursel | 3:51,0 | 70.     |
| Michel Feron            | 3:34,3 | 50.     |

Kombinacja
| Zawodnik                | Zjazd  | Zjazd   | Zjazd  | Slalom              | Slalom              | Slalom  | Slalom | Łącznie | Łącznie |
| Zawodnik                | Czas   | Pozycja | Punkty | Czas 1-go przejazdu | Czas 2-go przejazdu | Pozycja | Punkty | Punkty  | Pozycja |
| ----------------------- | ------ | ------- | ------ | ------------------- | ------------------- | ------- | ------ | ------- | ------- |
| Philippe, Count d'Ursel | 3:51,0 | 70.     | 30,90  | 1:31,4              | 1:15,8              | 34.     | 14,24  | 45,14   | 39.     |
| Michel Feron            | 3:34,3 | 50.     | 21,85  | 1:43,0              | 1:27,8              | 54.     | 24,67  | 46,52   | 42.     |